# 昂船洲污水處理廠
昂船洲污水處理廠是全球規模最大的化學強化一級處理（CEPT）污水處理設施之一，位於香港九龍昂船洲的填海土地上，佔地10公頃，約為半個維多利亞公園的面積。該廠由香港渠務署管理，是淨化海港計劃（Harbour Area Treatment Scheme, HATS）的核心組成部分，自2001年12月全面投入運作以來，每日處理來自維多利亞港兩岸約190萬立方米的污水，服務約570萬人口。

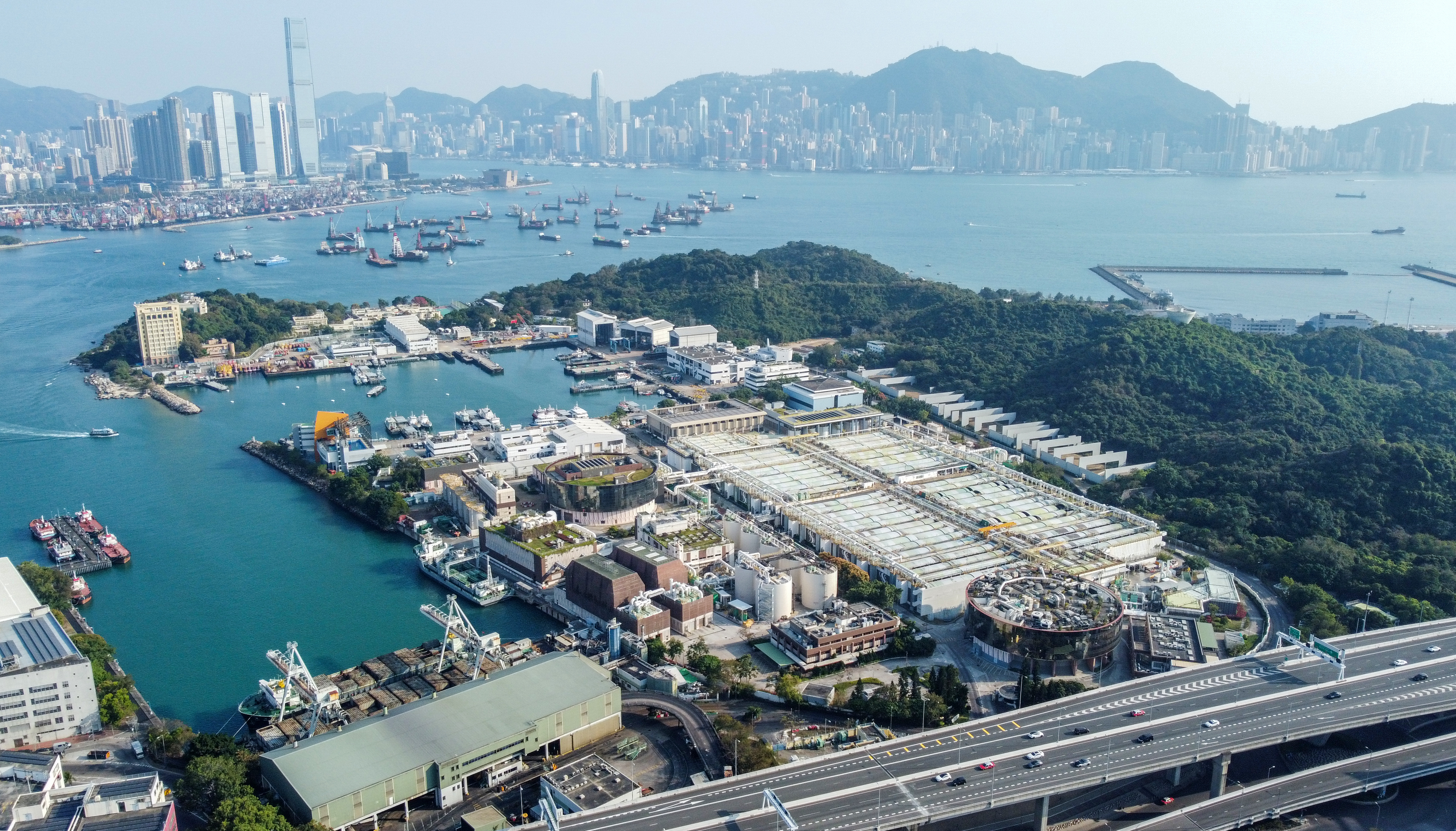
航拍昂船洲污水處理廠（2023年3月）

昂船洲污水處理廠採用雙層沉澱池設計，以最大化利用有限土地。其處理流程包括化學強化一級處理（CEPT）及消毒程序，能有效去除污水中80%的懸浮固體、70%的生化需氧量（BOD）及超過99%的大腸桿菌，顯著改善維港水質。2015年完成第二期甲工程後，處理能力提升至每日245萬立方米，並增設消毒設施，進一步確保排放水質。
政府曾計劃推進第二期乙工程，增建地下生物處理設施以提升至二級處理標準，但因現有系統已滿足水質目標且技術評估顯示無迫切需求，該計劃暫緩實施。此外，廠房近年引入可再生能源技術，如太陽能光伏系統及水力渦輪發電，以推動環保運作。

## 外部連結
- 淨化海港計劃：昂船洲污水處理廠改善工程（页面存档备份，存于） - 渠務署（繁體中文）